# Rede Nacional de Expressos
La Rede Nacional de Expressos è una rete nazionale di autolinee espresse che collegano la capitale, Lisbona, con altre città e mete turistiche del Portogallo.

## Storia
L'organismo è stato fondato nel 1995, succedendo alla precedente società Rodoviária Nacional ed accorpando diverse aziende di trasporto che gestivano servizi pubblici esercitati con autobus; 
tra le principali si ricordano: Transdev Portugal, Joalto, Rodoviária do Tejo, Barraqueiro Transportes, e Rodoviária da Beira Interior.